# Геворкян, Артур Самвелович
Арту́р Самве́лович Геворкя́н (арм. Արթուր Սամվելի Գևորգյան; род. 1 апреля 1975, Ереван) — армянский боксёр, представитель полулёгкой, лёгкой и полусредней весовых категорий. Выступал в конце 1980-х — начале 2000-х годов, бронзовый призёр чемпионата Европы, победитель и призёр ряда крупных международных турниров, участник двух летних Олимпийских игр. Также известен как тренер по боксу и политический деятель, депутат Национального собрания Армении.

## Биография
Артур Геворкян родился 1 апреля 1975 года в Ереване, Армянская ССР.
Заниматься боксом начал в 1987 году, два года спустя выиграл юниорское первенство СССР и выполнил норматив мастера спорта СССР.
В 1992 году одержал победу на чемпионате Армении в полулёгкой весовой категории.
В 1993 году в составе армянской сборной боксировал на юниорском европейском первенстве в Салониках.
В 1994 году отметился выступлением на Кубке мира в Бангкоке.
В 1995 году принял участие в международном турнире «Золотой пояс» в Бухаресте.
В 1996 году дошёл до стадии четвертьфиналов на чемпионате Европы в Вайле. Благодаря череде успешных выступлений удостоился права защищать честь страны на летних Олимпийских играх в Атланте — в категории до 57 кг в стартовом поединке взял верх над камерунцем Элвисом Конамеги, но затем во втором бою со счётом 3:16 потерпел поражение от американца Флойда Мейвезера.
В 1997 году выступал на Кубке Акрополиса в Афинах и на чемпионате мира в Будапеште, где в четвертьфинале полулёгкого веса был побеждён россиянином Саяном Санчатом.
В 1998 году победил на Мемориале Странджа в Софии, выиграл бронзовую медаль на чемпионате Европы в Минске — здесь в лёгкой весовой категории его остановил грузин Коба Гоголадзе.
На чемпионате мира 1999 года в Хьюстоне выбыл из борьбы за медали на стадии 1/8 финала. Также в этом сезоне боксировал на турнире Trofeo Italia в Неаполе, на «Золотом поясе» в Бухаресте и на Кубке Акрополиса в Афинах.
На чемпионате Европы 2000 года в Тампере уже в стартовом поединке был побеждён немцем Норманом Шустером. Принимал участие в Олимпийских играх в Сиднее — в категории до 60 кг со счётом 6:16 уступил казаху Нуржану Каримжанову.
На чемпионате мира 2001 года в Белфасте выступал уже в категории до 63,5 кг, дошёл до 1/8 финала
В 2001—2002 годах Геворкян боксировал на профессиональном уровне в США, одержал шесть побед и потерпел два поражения.
Помимо занятий спортом в 1994—1996 годах проходил службу в Вооружённых силах Армении. Проявил себя на тренерском поприще, в 2000 году окончил тренерский факультет Армянского государственного института физической культуры, в 1997—2001 годах работал тренером по боксу в ереванском спортивном клубе «Трудовые резервы».
Впоследствии занимался политикой. В 2005—2008 годах занимал должность заместителя главы муниципального округа Давташен города Еревана. В 2008 году избран главой муниципального округа Давташен. В 2009—2012 годах находился на должности руководителя административного округа Давташен. Член Совета Республиканской партии Армении, председатель Совета РПА Давташенской территориальной организации. В 2015 году окончил магистратуру отделения международных отношений факультета международных отношений Ереванского государственного университета.
В 2012—2017 годах — депутат Национального собрания Армении от РПА. Входил во фракцию «Республиканская», являлся членом Постоянной комиссии по вопросам науки, образования, культуры, молодёжи и спорта.
Награждён Золотой медалью мэра Еревана (2011). Женат, есть трое детей.